# Message Salon
message salon ist ein Offspace in Zürich und ein spartenübergreifendes Kunstprojekt von Esther Eppstein.

## Geschichte und Standorte
1995 gründet Eppstein den unabhängigen Kunstraum Monotony am Zürcher Rennweg, wo die Grenzen zwischen Ausstellungen, Konzerten und Gemeinschaft bereits fliessend sind. Ein Jahr später eröffnet sie im Dreispitz zwischen Anker- und Zweierstrasse den message salon. Der Name ergibt sich aus der Nachbarschaft zahlreicher Massagesalons und aus Eppsteins Wunsch, inspiriert von Gertrude Stein, ihre eigene Art künstlerischen Salons zu betreiben. Eppstein möchte Ausstellungen und Kunst im Graubereich zwischen Kunstproduktion, Kunstvermittlung, Event und sozialem Knotenpunkt machen.
Bereits in der Anfangszeit bildet sich rund um den message salon ein Kern von Künstlerinnen und Künstlern wie Nik Emch, Franziska Koch, Laurent Goei, Ruth Erdt, Lutz/Guggisberg, Robert A. Fischer, Susann Walder, Andrea Muheim, Ingo Giezendanner, oder Kerim Seiler.
Im Sommer 1998 ist der message salon zu Gast im Kunsthaus Zürich. Die von Bice Curiger kuratierte Schau Freie Sicht aufs Mittelmeer spaltet die Subkultur. Einige Künstler, die bei Eppstein ausgestellt hatten, wurden bekannter. Eppstein zog sich bewusst aus dem Verkehr. Von 1998 bis 2000 tingelt sie in einem Kunst-Wohnwagen durch die Lande. Der mobile Ausstellungsraum befindet sich heute in der Sammlung des Migros Museum für Gegenwartskunst. Anlässlich der Ausstellung Acts of Friendship – Acts 1 & 2, die 2023 im Migros Museum stattfand präsentiert message salon dort im Wohnwagen Materialien und lädt unter dem Titel Hanging around zu Gesprächen ein.
2001 bezieht Eppstein ein Ladenlokal am Rigiplatz, bevor sie sich 2006 für die nächsten sieben Jahre mit ihrem message salon im Haus Perla-Mode an der Langstrasse niederlässt. Dazwischen befindet sich der message salon auch immer wieder mal «en route».
2015 gründet Eppstein als «Madame l’Ambassadeur Esther Eppstein» die message salon embassy, ein Artist-in-Residence-Programm, das sie als Kunstbotschafterin auch selber kuratiert. Von Mai bis September 2015 diente ein Gewerbehaus an der Zürcher Grubenstrasse vier Kunstschaffenden aus Israel als Residenz. 2017 bezog die embassy Quartier im neu gebauten 25hours Hotel an der Langstrasse 150 in Zürich, wo Künstler aus unterschiedlichen Bereichen für jeweils rund einen Monat wohnten und arbeiteten. 2017 bis 2018 betrieb Eppstein die embassy als Kunst-am-Bau-Projekt mit Gastkünstlern aus Osteuropa im Auftrag der Baugenossenschaft mehr als wohnen in Zürich-Schwamendingen. 2020 zeigte message salon embassy eine Jubiläumsausstellung mit allen bisherigen Gastkünstlern im Kunstschaufenster Die Diele in Zürich.

## Ausstellungen

### Artist in Hotel Residence, Zürich
ein Kunstprojekt im 25hours Hotel Langstrasse, Zürich
2024 
- Esther Eppstein, Steven Emmanuel
- Konstantin Leitner, Wien
- Louis Lanne und Rose Ras, Paris
- Olga Kundina, Tel Aviv
- Steven Emmanuel, Nürnberg

### Ausstellungenmessage salon embassy Zürich Nord
- 2024 Esther Eppstein, Maria Pomiansky
- 2023 Esther Eppstein
- 2018 Daniela Palimariu, Desislava Pancheva, Adnan Softić
- 2017 Ninutsa Shatberashvili & Sandro Sulaberidze, Rafał Pierzyński

### Ausstellungenmessage salon embassy
- 2020 The Non Conference Papers (Jubiläum 2015–2020), Kunstschaufenster Die Diele Zürich
- 2017 Lukatoyboy, Rich Bott, Anna Lukashevsky
- 2015 Der letzte Empfang
- 2015  Anna Lukashevsky, Roy Menachem Markovich (Señor Sandwich), Ella Spector, Jonathan Touitou, Dr. Giorgio Iemmolo

### Ausstellungen «en route» (Auswahl)
- 2016 Texttape again. Wild Card – message salon zu Gast im Strauhof, Museum Strauhof, Zürich.
- 2016 Literatur für das, was passiert. Wild Card – message salon zu Gast im Strauhof, Museum Strauhof, Zürich.
- 2015 Die Zürcher Restspiele. Fabriktheater. Rote Fabrik, Zürich.

### Ausstellungen am Standort Perla-Mode (Auswahl)
- 2013 Ruth Erdt: Das stets sich selbst an den Füssen klebt
- 2013 Nora Steiner: schwarze Löcher
- 2013 Veli&Amos: Follow The Outline
- 2012 Zuni Halpern: Grafische Blätter
- 2012 Selina Trepp: I'm thinking about Inheritance
- 2011 Linda Suter, Paola Caputo: Bastard&Blendling
- 2010 Stini Arn / webstall: webstall GIBT STOFF
- 2010 Roman Blumenthal: Conforama
- 2010 Marina Belobrovaja: KUNSTWETTE.CH
- 2010 Olivia Heussler: Zürich, Sommer 1980
- 2010 Susann Walder: Susann Walder im Haifischbecken / mir sind d'Stadt
- 2009 Esther Eppstein, Piotr Motycka: «Projections» - ein Resumée. Die Ausstellung zum Gerichtsfall
- 2009 Esther Eppstein: Polen-Aussersihl
- 2008 TIKA: I love LANGSTRAS
- 2008 Ruth Erdt: The Casting System
- 2007 Selina Trepp: 2007-2017
- 2007 Mickry 3: Skulpturen
- 2007 Sarah Kreuter und Urs Lehmann: Esperando al toro[9]

### Ausstellungen am Standort Rigiplatz (Auswahl)
- 2006 Clare Goodwin: Un-Plugged TV Shop
- 2005 GRRRR (Ingo Giezendanner): Zeichnungen
- 2005 Rockmaster K. (A. C. Kupper): WOMEN. Always Better Than You!
- 2005 Ruth Erdt, Eva Vuillemin: Hunde, Hasen und Wurfgeschosse
- 2005 Isabela Branc: Bez naslova – Ohne Titel
- 2004 Esther Eppstein, Saskja Rosset: Die message salon Fotoschau
- 2004 Jean-Claude Freymond-Guth: You Will Miss Me When I Burn
- 2004 Karin Müller, Planningtorock: Nacht der starken Gefühle
- 2003 Selina Trepp: Politikin
- 2003 Saskja Rosset: RGB
- 2002 Urs Lehmann: biopop[10]

### Ausstellungen am Standort Ankerstrasse (Auswahl)
- 1997 Esther Eppstein: Keine Tränen
- 1997 Laurent Goei: Herbstkollektion
- 1997 Ruth Erdt: Vielleicht ist das Leben ein Abenteuer
- 1997 Ingo Giezendanner: Glotzkiste
- 1997 Nik Emch: Panasonic
- 1997 Barbara Landi: Anyway You Want Me
- 1997 Isabel Truniger, Pirmin Rösli: Fotografien
- 1997 Treppstein: Treppstein Casting
- 1997 Co Gründler, Gabi Deutsch: Das Bilde bewegt
- 1997 Martin Stollenwerk: Trans Tokio Optics
- 1997 Jules Spinatsch: Digital Memory
- 1997 Kerim Seiler: Acryl auf Pavatex
- 1996 Andres Lutz, Anders Guggisberg, Roland Widmer, Peter Weber: Living Room
- 1996 Manuela Ledermann: Tour de Suisse
- 1996 Treppstein: Treppstein Cool
- 1996 Laurent Goei: Laurent Jalabert
- 1996 Edit Oderbolz, Brigitte Meier: Lust im Lenz